# Zamek w Beynes
Zamek w Beynes (fr. Château de Beynes) – ruiny XI-wiecznej warowni, znajdującej się we francuskiej miejscowości Beynes.

## Historia
Zamek powstał w XI wieku. W XV w. został przebudowany przez Roberta VII d’Estouteville, szambelana króla Karola VII. Budowla straciła obronny charakter, a otrzymała rezydencjonalny. W 1553 roku zamek przeszedł w ręce Diany de Poitiers, która przekształciła obiekt w dom dla Henryka II. Architektem wzniesionej dla króla konstrukcji był Philibert Delorme. W XVIII wieku właściciel zamku sprzedawał kamienie pochodzące z murów zamku, przez co niezamieszkana konstrukcja popadła w ruinę. W latach 60. XX wieku przeszedł w ręce prywatne, lecz w 1967 budowlę przejęło miasto. W 1992 roku zamek wpisano do rejestru zabytków, a 7 czerwca 2013 wpisano go na listę pomników historii.